# شب‌نشینی (مجموعه نمایش خانگی)
شب نشینی نام یک برنامه گفتگو محور به کارگردانی مهران مدیری و تهیه کنندگی سید مصطفی احمدی برای رسانه خانگی بود. مجوز پخش قسمت اول تا دهم این برنامه برای شبکه نمایش خانگی گرفته شده بود که با شکایات صدا و سیما، تولید این برنامه متوقف شد. امیر وفایی نویسنده مجموعه دورهمی در این مجموعه نیز به عنوان نویسنده حضور داشت. پیمان قاسم‌خانی و سامان احتشامی اولین مهمانان این برنامه بودند.

## حواشی و تعلیق در ضبط
در نیمه اول شهریور ۱۳۹۸ خبری منتشر شد مبنی براینکه سعید رجبی‌فروتن، یکی از مسئولان رسانه خانگی گفت که این برنامه به‌دلیل شکایت سازمان صدا و سیما به حالت تعلیق درآمده است.
اما پس از شروع رسمی فصل جدید مجموعه دورهمی، این برنامه به‌طور  کامل متوقف شد.

## مهمانان
| قسمت | مهمان          | شغل                    |
| ---- | -------------- | ---------------------- |
| اول  | پیمان قاسم‌خانی | فیلم‌نامه‌نویس و هنرپیشه |
| اول  | سامان احتشامی  | نوازنده                |